# Neomortonia nummularia
Neomortonia nummularia là một loài thực vật có hoa trong họ Tai voi. Loài này được (Hanst.) Wiehler mô tả khoa học đầu tiên năm 1978.